# Тантры (тексты)
Та́нтры — общее название текстов тантрических индуистских и буддийских традиций. Индуистские шиваитские тантры насчитывают 92 текста, 64 из которых являются чисто монистическими (абхеда) и называются «Бхайрава-тантрами» или «тантрами кашмирского шиваизма». Восемнадцать из тантр относятся к философской категории бхеда-абхеды (монизма-дуализма) и известны как «Рудра-тантры». Остальные десять тантр являются бхеда или дуалистическими, и известны как «Шива-тантры». Хотя нужно учитывать, что числа эти скорее сакральные нежели реальные, в действительности тантр намного больше, вероятно, несколько сотен. «Рудра» и «Шива-тантры» также называют «Шива-сиддханта тантрами», или «Шайва-сиддханта-агамами».
Последователи шиваитских тантрических традиций считают тантры божественным откровением, или шрути, переданным Шивой в Сатья-югу в своём воплощении как Сваччханданатха, создавшим каждую тантру как комбинацию пяти вселенских энергий, или шакти: чит-шакти, ананда-шакти, иччха-шакти, джнана-шакти и крия-шакти. На протяжении веков, махасиддхи, или великие учителя-тантрики, занимались медитацией в уединённых местах и скрывались от общества мирских людей. К началу Кали-юги поведанное ранее Сваччханданатхой знание было утеряно. Тогда Шива, по своей беспричинной милости, принял форму Шрикантханатхи и на горе Кайлаш поведал 92 тантры мудрецу Дурвасе.

## Список наиболее известных тантр
- Куларнава-тантра
- Шакти-самгама-тантра
- Рудра-ямала-тантра
- Виджняна-бхайрава-тантра
- Маханирвана-тантра
- Камакалавиласа-тантра